# With His Hot and Blue Guitar
With His Hot and Blue Guitar ist das erste Studioalbum des Country-Sängers Johnny Cash. Es  erschien am 11. Oktober 1957 bei Sun Records unter der Produktion von Sam Phillips. Das Album ist die erste LP, die jemals bei Sun erschienen ist. Vier Songs waren zuvor schon als Single veröffentlicht worden.

## Inhalte
Die Songs behandeln Themen, die typisch für Cash waren. Es gibt Stücke über Züge (The Rock Island Line, The Wreck of Old ’97, Folsom Prison Blues) und über Sträflinge (Folsom Prison Blues, I Heard That Lonesome Whistle, Doin’ My Time). Außerdem ist mit I Was There When It Happened auch Cashs erste Gospel-Aufnahme enthalten. Auch das Landleben wird thematisiert (Country Boy, If the Good Lord’s Willing), und das Album enthält Balladen über gescheiterte und merkwürdige Liebesbeziehungen (So Doggone Lonesome; Cry, Cry, Cry).
Mit I Walk the Line ist ein weiterer Song über die Liebe enthalten, der auch Cashs erster Nummer-eins-Hit in den Country-Charts wurde.

## Titelliste
Seite 1:
1. The Rock Island Line (Leadbelly) – 2:11
2. I Heard That Lonesome Whistle (Jimmie Davis, Hank Williams) – 2:25
3. Country Boy (Cash) – 1:49
4. If the Good Lord’s Willing (Jerry Reed) – 1:44
5. Cry, Cry, Cry (Cash) – 2:29
6. Remember Me (Stuart Hamblen) – 2:01

Seite 2:
1. So Doggone Lonesome (Cash) – 2:39
2. I Was There When It Happened (Jimmie Davis, Fern Jones) – 2:17
3. I Walk the Line (Cash) – 2:46
4. The Wreck of Old ’97 (Trad.) – 1:48
5. Folsom Prison Blues (Cash) – 2:51
6. Doin’ My Time (Jimmie Skinner) – 2:40

## Charterfolge
Singles – Billboard
| Jahr | Titel               | Singlecharts | Position |
| ---- | ------------------- | ------------ | -------- |
| 1955 | Cry! Cry! Cry!      | Country      | 14       |
| 1956 | Folsom Prison Blues | Pop          | 17       |
| 1956 | Folsom Prison Blues | Country      | 3        |
| 1955 | So Doggone Lonesome | Country      | 4        |
| 1956 | I Walk the Line     | Country      | 1        |
| 1956 | I Walk the Line     | Pop          | 17       |